# كامفيل
مجموعة كامفيل، هي مجموعة منتجة ومطورة لترشيح الهواء ومنتجات الهواء النظيفة. كامفيل أيضا متخصصة عالميا في ترشيح الهواء مع 24 وحدة إنتاج ومراكز البحث والتطوير في أربع دول في الامريكتين، أوروبا ومنطقة اسيا والمحيط الهادئ.
التاريخ:
يقع مقر المجموعة الرئيسي في ستوكهولم، السويد، لديها ما يقرب من 4500 موظف ومبيعات في حدود 8 مليارات كرونة سويدية. تمثل الأسواق الدولية أكثر من 90 في المائة من المبيعات. يتمثل عمل الشركة في تزويد العملاء بمنتجات وخدمات تنقية الهواء ضمن أربعة قطاعات رئيسية: هواء مريح، عمليات نظيفة، أنظمة الطاقة والسلامة والحماية.  
تساعد أجهزة الترشيح كامفيل في منع انتشار كوفيد-19 حيث يتم استخدامها بشكل متكرر في غرف التنظيف الصيدلانية، مختبرات ومستشفيات السلامة الحيوية.
بدأت مجموعة كامفيل العالمية كشركة عائلية في مدينة تورسا، السويد. تقع على بعد حوالي 70 كم (43 ميل) جنوب ستوكهولم. تأسست شركة كامفيل في تورسا في عام 1963 من قبل عائلة لارسون، لا يزال أحد المالكين الرئيسيين للشركة، كمشروع مشترك مع شركة كامبردج للترشيح  في الولايات المتحدة الأمريكية. في 1983 , اشترت الأسرة أسهم كامبريدج. كانت كامفيل مملوكة بالكامل للعائلة حتى عام 2000، حيث راتوس أب، شركة مساهمة خاصة سويدية. حصلت على 29.7 في المائة من الأسهم فيما يتعلق بالاستحواذ على فار في الولايات المتحدة الأمريكية، والتي تم إدراجها بعد ذلك في بورصة ناسداك. باعت شركة راتوس أسهمها في عام 2010 إلى المالكين الآخرين، عائلات لارسون وماركمان.
| camfil                                                                                        |                    |
| اكتيبولاغ ملكية خاصة 100%                                                                     | النوع              |
| تنقية الهواء                                                                                  | الصناعة            |
| تأسست الشركة عام 1963 في تروسا على يد غوستا لارسون تحت اسم كامفيل أب                          | تأسست              |
| ستوكهولم، السويد كامفيل أب، هاتف +46 (0)8 545 125 00                                          | المقر              |
| في جميع أنحاء العالم                                                                          | خدم المنطقة        |
| مارك سيمونز (الرئيس التنفيذي) منذ عام 2019 ، جان إريك لارسون (رئيس مجلس الإدارة) منذ عام 1983 | الأشخاص الرئيسيين  |
| 8 مليار كرونة سويدية (2017)                                                                   | ربح                |
| 4.500 (2008)                                                                                  | عدد الموظفين تطبيق |
| www.camfil.com                                                                                | الموقع الالكتروني  |